# Chris Thomas
Pour les articles homonymes, voir Chris Thomas (homonymie) et Thomas.
Chris Thomas (né le 13 janvier 1947) est un producteur de rock britannique qui a notamment travaillé avec les Beatles, Pink Floyd, Procol Harum, Badfinger, les Sex Pistols, Elton John, U2, Inxs etc. 
Il a d'abord été bassiste dans plusieurs groupes avant de se tourner vers le travail en studio. En 1968, il a notamment remplacé George Martin à la production de l'album blanc des Beatles pendant les vacances de leur producteur habituel. 
Au cours des années 1970, il travaille régulièrement avec Procol Harum (albums Home, Broken Barricades, Procol Harum Live with the Edmonton Symphony Orchestra et Grand Hotel) ainsi qu'avec Roxy Music (albums For Your Pleasure, Stranded, Country Life, Siren et  Viva! Roxy Music).  De plus, en compagnie d' Alan Parsons, il participe au mixage de l'album The Dark Side of the Moon de Pink Floyd,  un disque qui apparaitra dans le classement hebdomadaire Billboard 200 pendant plus de dix-neuf ans.
Dans un genre assez différent, en 1976, Thomas coproduit l'unique album studio du groupe punk rock Sex Pistols, Never Mind The Bollocks, Here's the Sex Pistols, enregistrant notamment le titre Anarchy in the U.K..
Par la suite, il produit les trois premiers albums du groupe The Pretenders : Pretenders, Pretenders II et Learning to Crawl.
Il travaille aussi pour  John Cale, Chris Spedding, Paul McCartney Pete Townshend...